# Colégio Dom Barreto
O Colégio Dom Barreto, também conhecido como Domba, é uma Instituição Educacional Católica¹ em Campinas/SP, que tem à frente as Irmãs da Congregação das Missionárias de Jesus Crucificado. 
O colégio, desde sua fundação em 1953, tem como missão garantir uma Educação integral, inclusiva e evangelizadora², promovendo práticas educacionais de excelência acadêmica, reconhecendo e respeitando as diferenças individuais e os múltiplos talentos, estimulando a autonomia, a empatia e a capacidade de colocar em prática ações de transformação social³.

## Ensino
A instituição oferece educação infantil, ensino fundamental e ensino médio.
O Colégio segue a filosofia montessoriana, baseada nas vertentes sólidas da educadora, pedagoga e médica Maria Montessori. O método tem como objetivo assegurar que crianças e jovens, em todos os níveis do conhecimento, preparem-se para que na sociedade, tornem-se adultos responsáveis, generosos, críticos e independentes.
Sua infra-estrutura inclui: biblioteca, ginásio poliesportivo, acesso a computadores e a laboratórios, obtendo uma ótima avaliação na cidade de acordo com o Ranking IIESA (Indicador de Infraestrutura SchoolAdvisor).
É também considerado um dos melhores da cidade, pois possui um corpo docente qualificado, de acordo com o ranking Indicador de Corpo Docente SchoolAdvisor (ICDSA).

## História
Inicialmente, em 1940, o prédio que abriga o Colégio foi construído pelo bispo de Campinas, Dom Francisco de Campos Barreto, para servir ao Seminário Diocesano, no entanto, devido ao significativo aumento do número de seminaristas, foi transferido para outra localização.
Posteriormente, serviu por 2 (dois) anos a um Colégio particular do município, que suspendeu suas atividades. Foi então, em 1952, adquirido pelo Instituto das Irmãs Missionárias de Jesus Crucificado , Congregação religiosa brasileira, com sede em Campinas, estado de São Paulo.
Em 29 de setembro de 1952 foi fundado o Ginásio Dom Barreto, com início do curso de Admissão ao Ginásio; em 25 de fevereiro de 1953, foi autorizado a realizar o primeiro exame de admissão para funcionamento do curso primário. O Colégio atendia, inicialmente, alunas com vocação religiosa e moradoras da região.
Em 4 de abril de 1956, o estabelecimento adquiriu personalidade jurídica com o nome de Ginásio Dom Barreto e com primeira Diretoria, composta pelas Irmãs: 
• Diretora: Dinorá Gouveia; 
• Secretária: Ruth Ulhoa Tenório; 
• Tesoureira: Maria Therezinha Ferreira Cintra. 
Em 18 de janeiro de 1957, o funcionamento da Escola Normal Particular Dom Barreto foi autorizado, com a finalidade de formação de professoras primárias. A formação das alunas esteve pautada nas técnicas pedagógicas, conhecimento científico e formação moral, espiritual e social. A escola manteve um trabalho de assistência social às diversas classes da sociedade, sobretudo às famílias das alunas. Em 1958, foi empossada a primeira Diretora da Associação de Pais e Mestres. Em 1962, o Colégio passou a ter classes mistas de alunos.
Em 1980, o Colégio Dom Barreto foi reconhecido oficialmente pela Secretaria de Educação do Estado de São Paulo.
Ao longo dos anos, o Colégio se modernizou, ampliou seus segmentos de ensino e práticas pedagógicas; o Ensino Médio iniciou suas atividades em 1999. Porém, as raízes históricas e o compromisso social com a ação transformadora da educação constituíram a base de sua atuação. A atual Diretoria está composta por:
• Diretora Pedagógica: Irmã Leila Fouad Sader; 
• Diretora Administrativa: Irmã Lindinalva Gomes da Silva; 

## Localização
Av. da Saudade, 705 – Ponte Preta – Campinas/SP – CEP 13041-670.
Contato: (19) 3232-4366 - secretaria@colegiodombarreto.com.br

¹ A missão do Colégio Dom Barreto, como Entidade Beneficente que é, estende-se por toda a comunidade, em especial pelos grupos sociais mais vulneráveis e necessitados, com ações baseadas no desenvolvimento da amplitude acadêmica, física, social, cultural e espiritual. O Colégio Dom Barreto está inserido na Lei Complementar nº 187, de 16 de dezembro de 2021, que regula e certifica as entidades beneficentes.
² O Colégio Dom Barreto tem como base os princípios cristãos, no entanto, a pluralidade social é elemento fundamental para promoção do respeito, da empatia e do desenvolvimento humano.
³ Vale ressaltar que o respeito e o cumprimento do artigo 205 da Constituição Federal e do Estatuto da Criança e do Adolescente (ECA), que, dentre outros, asseguram os direitos fundamentais inerentes à pessoa humana, definem a educação como um direito de todos, garantem o pleno desenvolvimento da pessoa, o exercício da cidadania, a qualificação para o mundo do trabalho e estabelecem a igualdade nas condições de acesso e permanência na escola estão implícitos na missão do Colégio Dom Barreto.
1. ↑  Fonte: Site do Colégio - https://domba.com.br
2. ↑  Fonte: Guia de escolas Quinto Andar / School Advisor - https://www.quintoandar.com.br/guias/cidades/escolas-em-campinas/